# Chaograptis rhaptina
Chaograptis rhaptina is een vlinder uit de familie van de uilen (Noctuidae). De wetenschappelijke naam van deze soort is voor het eerst voorgesteld door Alfred Jefferis Turner in een publicatie uit 1904.
De soort komt voor in Australië.